# 따웅지

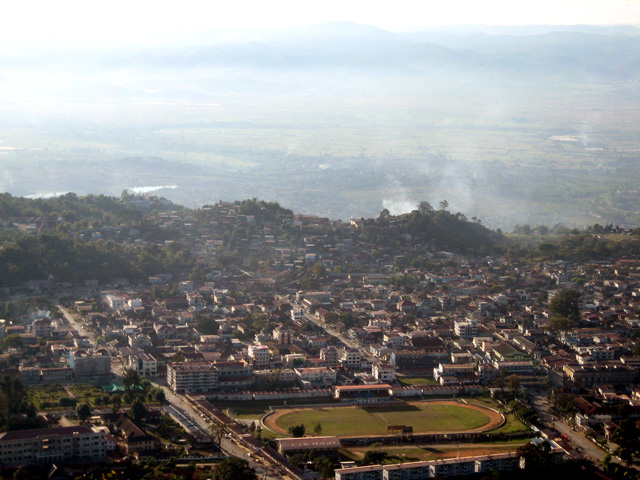
따웅지 시내의 모습

따웅지(버마어: တောင်ကြီး 따웅지)는 미얀마 샨주의 주도이다. 인구는 약 20만 명으로 몰러먀잉에 이어 미얀마에서 4번째로 큰 도시이고 해발 고도는 1,400m이다. 따웅지는 버마어로 ‘큰 산’을 의미한다.
샨주 안에 있기는 하지만 도시의 인구에서 샨족은 다수를 점하고 있지 않다. 샨 고원의 토착 민족인 인따족과 빠오족의 인구가 가장 많다. 그러나 이들은 문화적, 언어적으로 샨족과 다르다. 최근에 중국인 이민이 물밀듯이 들어오고 있다.

## 역사
영국 식민지기 이전에 악간의 오두막이 있는 작은 마을이었다. 지역은 샨 고원의 신타웅 언덕에 놓여져 있었고 빠오족이 살고 있었다. 따웅지에서 옛 마을의 흔적은 오래전에 사라졌지만, 주변의 마을은 여전히 쉽게 알아볼 수 있다.
영국 점령기에 마을은 남연방 샨주의 주도이자 주요 도시가 되었다. 따웅지의 현대적인 개발은 1894년에 영국의 행정 관서가 인레호 동안의 마잉따우에서 건강과 지리적인 이유로 더 높은 곳에 위치한 따웅지로 이동하면서 시작되었다. 1906년까지 천 여개의 가구가 존재했다. 1900년대 초에 샨주 전체의 내란 때 따웅지는 군사 작전을 위한 주요 요새 역할을 했다. 또한 따웅지는 샨주와 많은 민족주의자들을 위한 보급 기지 역할을 했다.

## 교통
따웅지의 주요 접근 수단은 도로이다. 1995년에 따웅지에 철도가 개통하기는 했지만 현재 승객 서비스는 제공되지 않는다. 미얀마를 다른 지역으로 가는 정기 철도편은 서쪽으로 32km 떨어진 슈웬나웅에 있다. 가장 가까운 공항은 따웅지에서 서쪽으로 39km 떨어진 해호 공항이다.

## 기후
| 따웅지 (1991년~2020년)의 기후                                                     | 따웅지 (1991년~2020년)의 기후 | 따웅지 (1991년~2020년)의 기후 | 따웅지 (1991년~2020년)의 기후 | 따웅지 (1991년~2020년)의 기후 | 따웅지 (1991년~2020년)의 기후 | 따웅지 (1991년~2020년)의 기후 | 따웅지 (1991년~2020년)의 기후 | 따웅지 (1991년~2020년)의 기후 | 따웅지 (1991년~2020년)의 기후 | 따웅지 (1991년~2020년)의 기후 | 따웅지 (1991년~2020년)의 기후 | 따웅지 (1991년~2020년)의 기후 | 따웅지 (1991년~2020년)의 기후 |
| 월                                                                                | 1월                           | 2월                           | 3월                           | 4월                           | 5월                           | 6월                           | 7월                           | 8월                           | 9월                           | 10월                          | 11월                          | 12월                          | 연간                          |
| --------------------------------------------------------------------------------- | ----------------------------- | ----------------------------- | ----------------------------- | ----------------------------- | ----------------------------- | ----------------------------- | ----------------------------- | ----------------------------- | ----------------------------- | ----------------------------- | ----------------------------- | ----------------------------- | ----------------------------- |
| 역대 최고 기온 °C (°F)                                                            | 28.4 (83.1)                   | 33.0 (91.4)                   | 33.0 (91.4)                   | 34.3 (93.7)                   | 34.6 (94.3)                   | 34.0 (93.2)                   | 31.0 (87.8)                   | 30.2 (86.4)                   | 28.7 (83.7)                   | 30.2 (86.4)                   | 30.0 (86.0)                   | 29.7 (85.5)                   | 34.6 (94.3)                   |
| 일평균 최고 기온 °C (°F)                                                          | 23.6 (74.5)                   | 25.7 (78.3)                   | 28.4 (83.1)                   | 29.5 (85.1)                   | 27.2 (81.0)                   | 25.3 (77.5)                   | 24.3 (75.7)                   | 24.1 (75.4)                   | 24.9 (76.8)                   | 25.1 (77.2)                   | 24.5 (76.1)                   | 23.2 (73.8)                   | 25.5 (77.9)                   |
| 일일 평균 기온 °C (°F)                                                            | 16.2 (61.2)                   | 17.9 (64.2)                   | 21.0 (69.8)                   | 23.0 (73.4)                   | 22.5 (72.5)                   | 21.7 (71.1)                   | 21.2 (70.2)                   | 21.1 (70.0)                   | 21.3 (70.3)                   | 20.7 (69.3)                   | 18.8 (65.8)                   | 16.5 (61.7)                   | 20.1 (68.2)                   |
| 일평균 최저 기온 °C (°F)                                                          | 8.7 (47.7)                    | 10.2 (50.4)                   | 13.6 (56.5)                   | 16.5 (61.7)                   | 17.7 (63.9)                   | 18.2 (64.8)                   | 18.1 (64.6)                   | 18.0 (64.4)                   | 17.7 (63.9)                   | 16.3 (61.3)                   | 13.1 (55.6)                   | 9.9 (49.8)                    | 14.8 (58.6)                   |
| 역대 최저 기온 °C (°F)                                                            | 3.9 (39.0)                    | 5.0 (41.0)                    | 8.5 (47.3)                    | 11.5 (52.7)                   | 12.7 (54.9)                   | 13.2 (55.8)                   | 16.4 (61.5)                   | 16.2 (61.2)                   | 15.0 (59.0)                   | 10.0 (50.0)                   | 6.0 (42.8)                    | 3.0 (37.4)                    | 3.0 (37.4)                    |
| 평균 강수량 mm (인치)                                                             | 11.5 (0.45)                   | 4.4 (0.17)                    | 9.3 (0.37)                    | 51.4 (2.02)                   | 172.2 (6.78)                  | 170.6 (6.72)                  | 217.4 (8.56)                  | 300.8 (11.84)                 | 258.0 (10.16)                 | 182.2 (7.17)                  | 54.2 (2.13)                   | 12.7 (0.50)                   | 1,444.8 (56.88)               |
| 평균 강수일수 (≥ 1.0 mm)                                                          | 1.0                           | 0.5                           | 1.5                           | 6.1                           | 15.0                          | 19.3                          | 22.4                          | 24.5                          | 20.5                          | 14.6                          | 5.2                           | 1.6                           | 132.3                         |
| 평균 상대 습도 (%)                                                                | 57                            | 47                            | 43                            | 49                            | 72                            | 81                            | 83                            | 85                            | 84                            | 81                            | 71                            | 64                            | 68                            |
| 출처 1: 세계기상기구 (평년값)                                                     |                               |                               |                               |                               |                               |                               |                               |                               |                               |                               |                               |                               |                               |
| 출처 2: 노르웨이 기상학회 (극값), Climate Data (상대습도), 미국 해양대기청 (극값) |                               |                               |                               |                               |                               |                               |                               |                               |                               |                               |                               |                               |                               |